# Bass Harbor

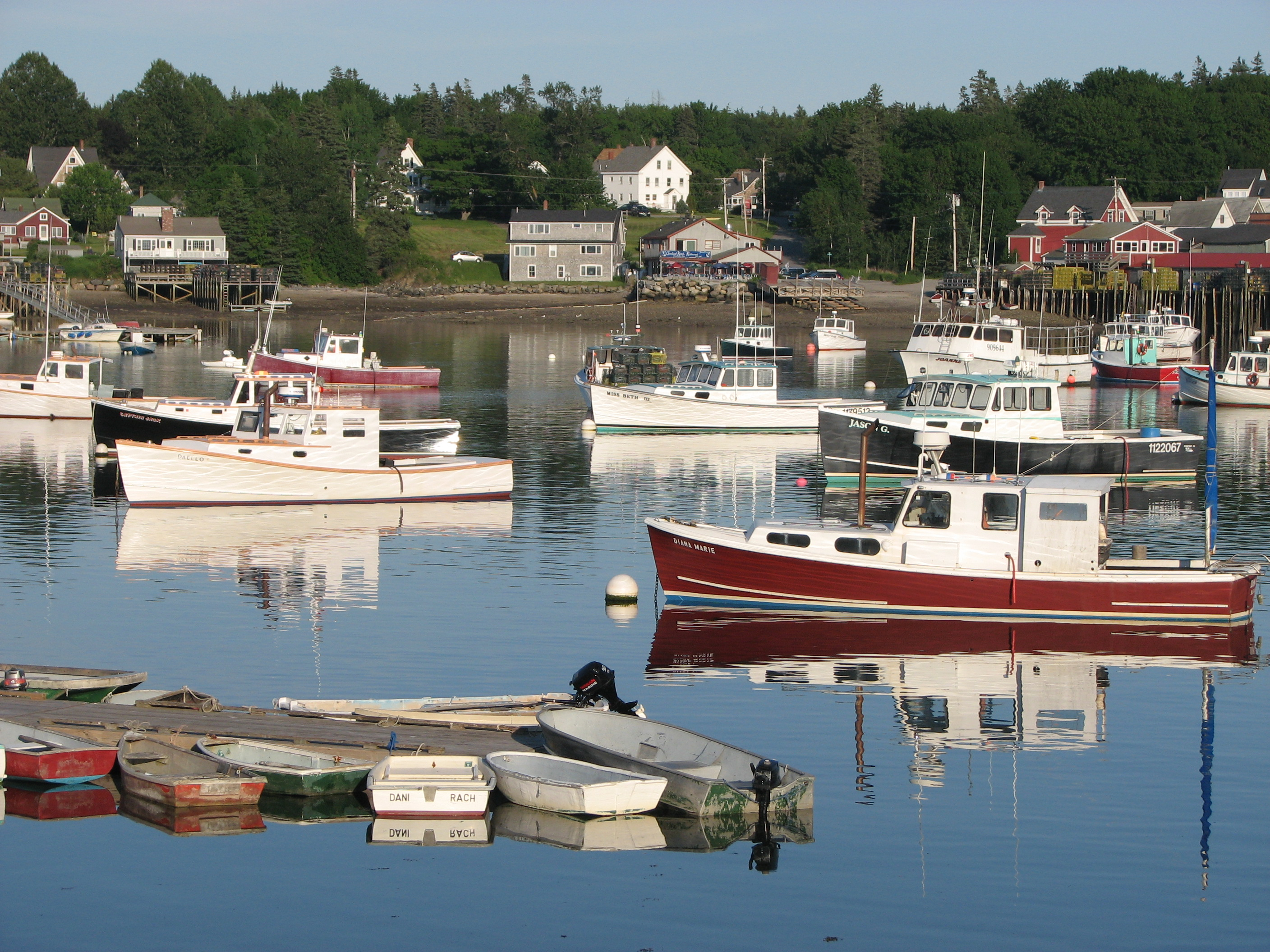
Le havre naturel de Bass Harbor

Bass Harbor est un village de l'île des Monts Déserts (Maine), appartenant à la ville de Tremont. Doté d'un havre naturel très bien protégé, il constitue le premier port de pêche au homard du Maine. On y trouve aussi un phare historique et un terminal de ferry à destination de Swan's Island et de Frenchboro.